# Sinoxylon parviclava
Sinoxylon parviclava är en skalbaggsart som beskrevs av Pierre Lesne 1918. Sinoxylon parviclava ingår i släktet Sinoxylon och familjen kapuschongbaggar. Inga underarter finns listade i Catalogue of Life.